# 贝内图蒂
贝内图蒂（義大利語：Benetutti），是意大利萨萨里省的一个市镇。总面积94.53平方公里，人口2027人，人口密度21.4人/平方公里（2009年）。ISTAT代码为090008。